# Visa-Waiver-Programm

Programmländer (grün)

Das Visa-Waiver-Programm der US-Regierung erlaubt es seit 1986 Bürgern ausgewählter Staaten, ohne Visum für einen Aufenthalt von bis zu 90 Tagen in die Vereinigten Staaten einzureisen.

## Voraussetzungen
- Der Reisende muss Staatsbürger eines der 42 teilnehmenden Staaten sein.[1]
- Die Person muss ein Rückflugticket oder weiterführendes Ticket vorweisen können. Dieses darf nicht in Nachbarstaaten enden, es sei denn, die Person hat dort ihren Wohnsitz.[2]
- Seit 2006 ist es erforderlich, dass die Person einen biometrischen Reisepass besitzt.
- Seit 2008 müssen Passagiere, die nicht auf dem Landweg einreisen, ihre Anreise im Electronic System for Travel Authorization (ESTA) genehmigen lassen. Solch eine Genehmigung kostet derzeit 21 US-Dollar.[3]
- Nach dem Anschlag auf das Bataclan trat 2016 eine Gesetzesverschärfung in Kraft, wonach die visafreie Anreise nicht mehr möglich ist für Reisende, die seit dem 1. März 2011 eines der folgenden Länder bereist haben: Iran, Irak, Sudan, Syrien, Somalia, Jemen oder Libyen.[4][3] Ausgenommen hiervon sind Journalisten sowie Personen, die im Auftrag von internationalen oder humanitären Hilfsorganisationen gereist sind.[5] Ausgeschlossen sind außerdem Bürger der am Visa-Waiver-Programm teilnehmenden Staaten, die gleichzeitig auch die iranische, irakische, sudanesische oder syrische Staatsangehörigkeit besitzen.[4]
- Seit 2019 werden auch Reisende, die seit dem 1. März 2011 Nordkorea als Tourist besucht haben, aus dem Visa-Waiver-Programm ausgeschlossen.[5]
- Seit 2022 wird das ESTA auch bei Einreisen, die über den Landweg erfolgen, benötigt.[6]

## Besonderheiten
Wer das Visa-Waiver-Programm nutzt, kann keine Rechtsmittel gegen die Entscheidung über die Einreiseberechtigung erheben. Darüber hinaus kann der Nichteinwanderungsstatus im Rahmen des Visa-Waiver-Programms nicht verlängert oder geändert werden.